# Transparency International
A Transparency International (TI) egy társadalmi szervezet, amely nemzetközi szinten figyeli és közzéteszi a vállalati és politikai korrupció mértékét. Közzéteszi éves korrupcióérzékelési indexét a korrupció világszintű mértékéről és megoszlásáról. A szervezet székhelye Berlinben van, de több mint hetven országban működik nemzeti szervezete.

## Története

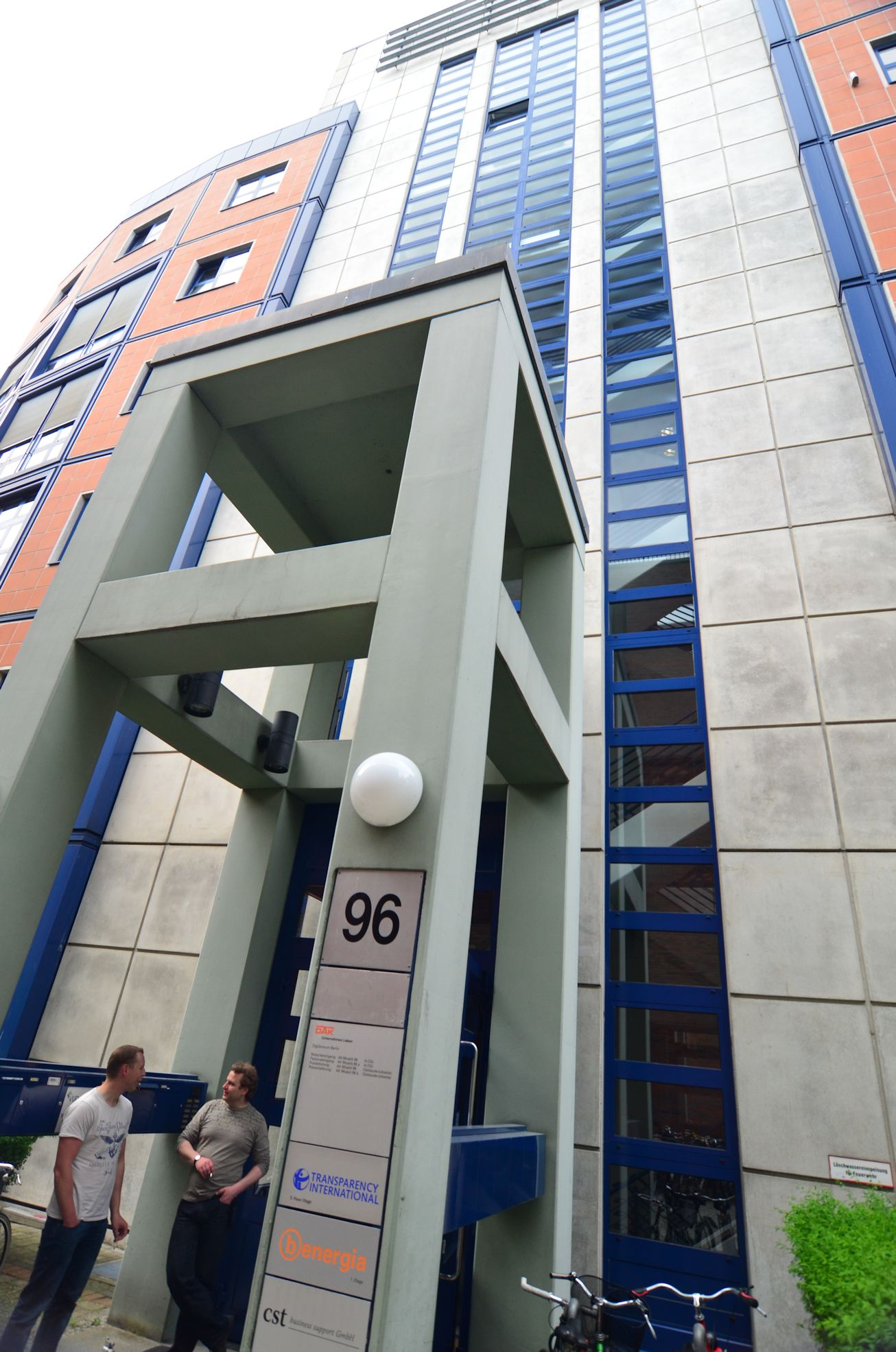
A Transparency International berlini központja

A szervezetet 1993 májusában hozta létre Peter Eigen, a Világbank egyik korábbi igazgatója. Alapító tagjai voltak még Hansjörg Elshorst, Joe Githongo, Fritz Heimann, Michael Hershman, Kamal Hossain, Dolores L. Español, George Moody Stuart, Jerry Parfitt, Jeremy Pope és Frank Vogl. Peter Eigen volt az elnök, Jeremy Pope pedig az ügyvezető igazgató.

## Magyarországon
2017. január 11-én  az ATV szerda reggeli műsorában, Németh Szilárd, a Fidesz frakcióvezető-helyettese úgy fogalmazott: konkrétan a Társaság a Szabadságjogokért, a Helsinki Bizottság és a Transparency International azok a szervezetek, amelyeket vissza kell szorítani Magyarországon, mert „mindenféle legimitációs részvétel nélkül akarnak beleszólni a nagypolitikába."